# Coulans-sur-Lizon
Pour l’article homonyme, voir Coulans-sur-Gée.
Coulans-sur-Lizon (nom officiel), également écrit Coulans-sur-Lison, est une ancienne commune française située dans le département du Doubs et la région Bourgogne-Franche-Comté. Elle est associée à la commune d'Éternoz de 1973 à 2024, puis devient une commune déléguée au sein d'Éternoz-Vallée-du-Lison en 2025.

## Géographie
Le territoire de la commune déléguée comprend la surface délimitée par la combe dans laquelle se trouve le village, prolongée, à l'ouest, par une bande de terrain d'environ 500 m de large qui longe le sud de la reculée des Champs du Poix sans atteindre toutefois le Lison. Il est limité au nord par la commune de Malans, au nord-ouest par la commune déléguée de Refranche et au sud par celle de l'ancienne commune d'Éternoz. Le village est traversé par la route D15.

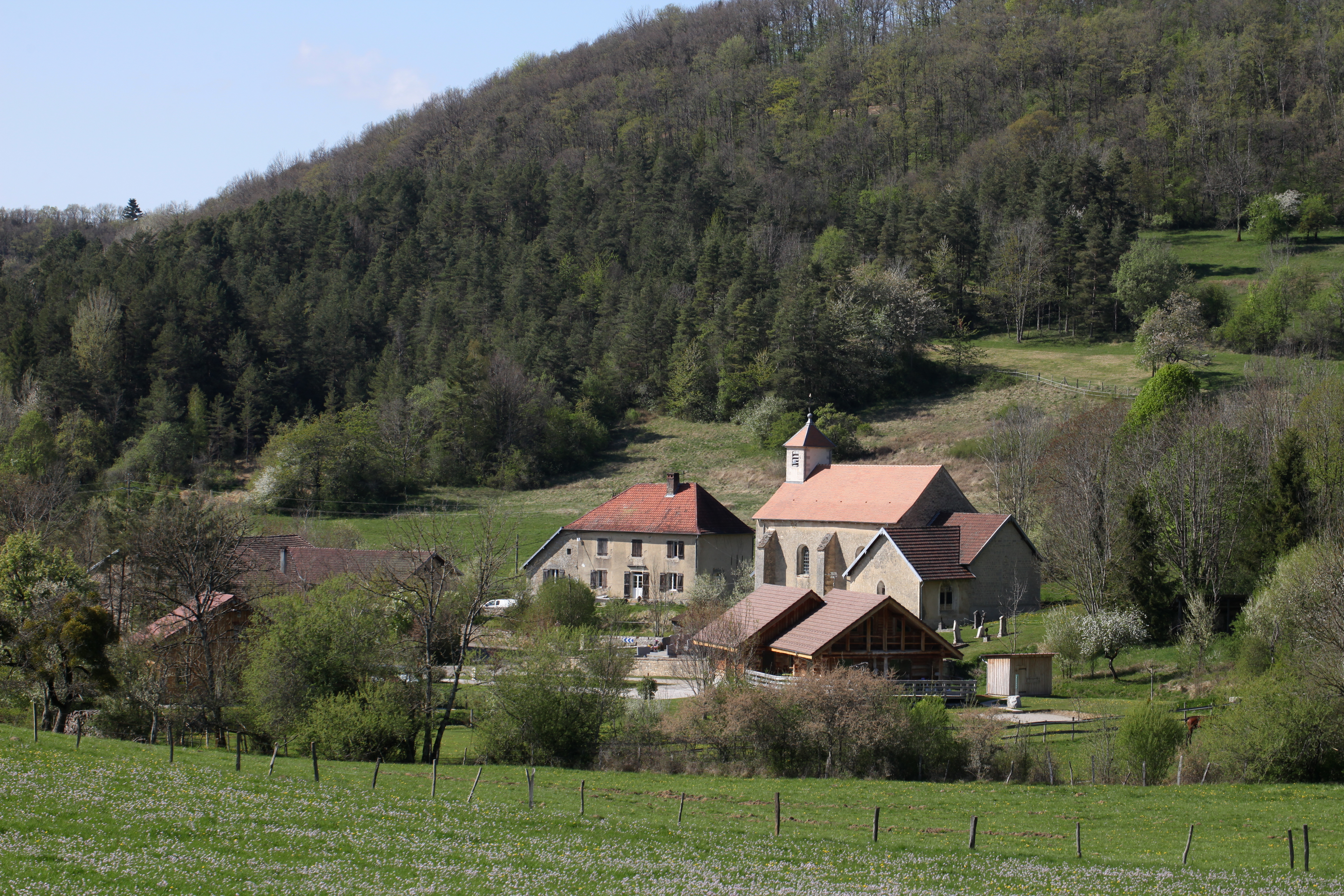
Vue générale du village.
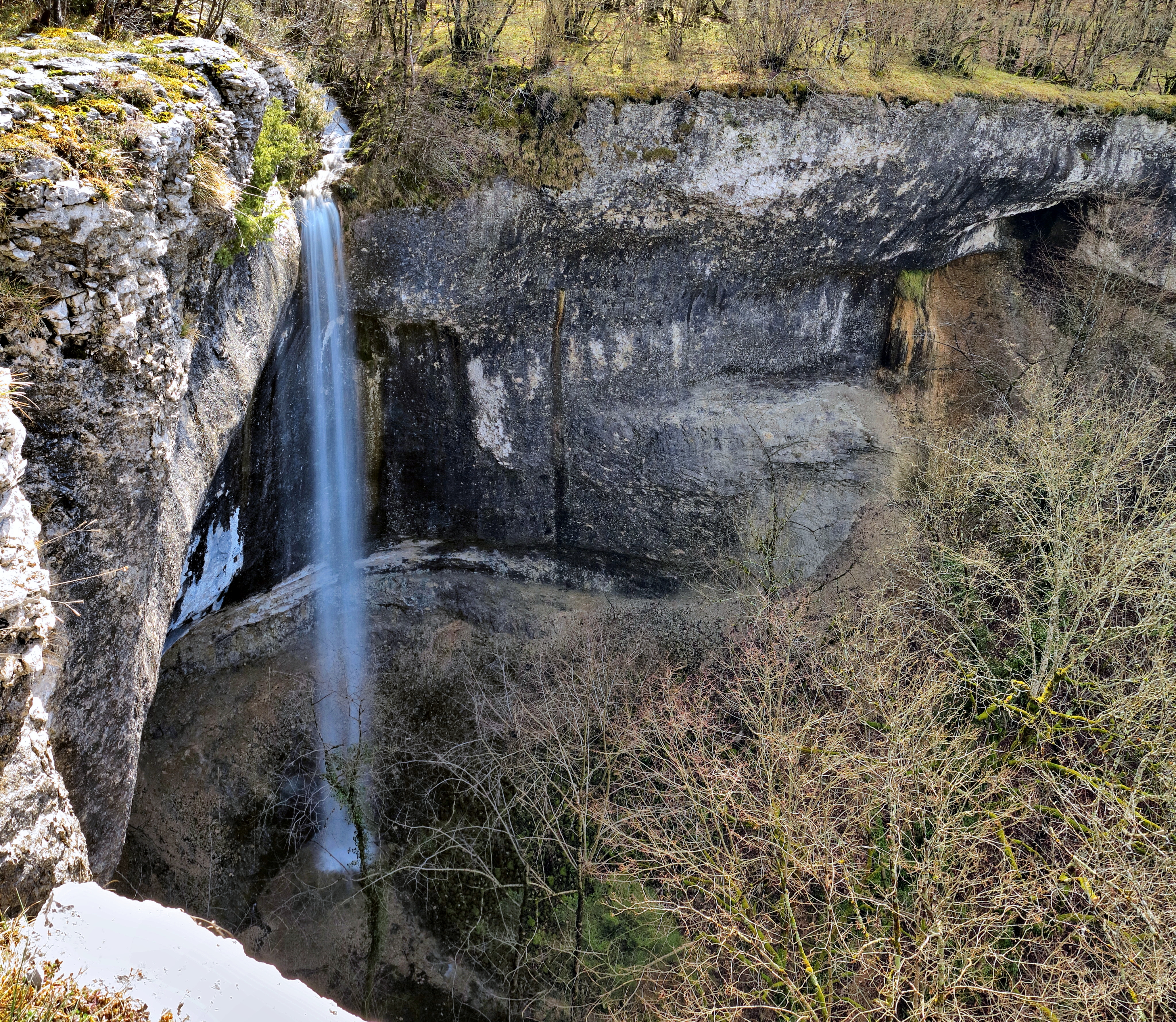
Cascade de l'Œil de Bœuf.

## Toponymie
Anciennes mentions : Colens en 1090, Colans en 1256, Colons en 1262, Colens en 1278, Collans au XVe siècle.
Originalité : c'est la seule des quatre anciennes communes fusionnées avec Éternoz dont le nom contient le mot « Lizon » ou « Lison », alors qu'elle est la seule des quatre à ne pas être baignée par la rivière de ce nom.

## Histoire
Le 1er juillet 1973, la commune de Coulans-sur-Lizon est rattachée à celle d'Éternoz sous le régime de la fusion-association. Ce rattachement a pour effet inattendu de supprimer l'ancienne commune, ainsi que ses trois voisines fusionnées Doulaize, Alaise et Refranche, aux yeux de l'administration française, ce qui entraîne durant des décennies de nombreuses difficultés pour les habitants — appels impossibles car la commune n'existe plus dans l'annuaire, non-délivrance de certains courriers ou colis pour cause d'adresse introuvable, unités de secours systématiquement redirigées vers le bourg d'Éternoz, etc.
Le 1er janvier 2025, Coulans-sur-Lison devient une commune déléguée au sein de la commune nouvelle d'Éternoz-Vallée-du-Lison, formée par la fusion d'Éternoz et de Saraz.

## Politique et administration
| Période                                  | Période  | Identité       | Étiquette | Qualité |
| ---------------------------------------- | -------- | -------------- | --------- | ------- |
|                                          | En cours | Laurent Chatot |           |         |
| Les données manquantes sont à compléter. |          |                |           |         |

## Démographie
| 1793 | 1800 | 1806 | 1821 | 1831 | 1836 | 1841 | 1846 | 1851 |
| ---- | ---- | ---- | ---- | ---- | ---- | ---- | ---- | ---- |
| 61   | 74   | 68   | 64   | 60   | 57   | 60   | 61   | 70   |

| 1856 | 1861 | 1866 | 1872 | 1876 | 1881 | 1886 | 1891 | 1896 |
| ---- | ---- | ---- | ---- | ---- | ---- | ---- | ---- | ---- |
| 61   | 65   | 66   | 52   | 68   | 55   | 56   | 58   | 46   |

| 1901 | 1906 | 1911 | 1921 | 1926 | 1931 | 1936 | 1946 | 1954 |
| ---- | ---- | ---- | ---- | ---- | ---- | ---- | ---- | ---- |
| 34   | 36   | 39   | 24   | 26   | 29   | 17   | 27   | 17   |

| 1962 | 1968 | - | - | - | - | - | - | - |
| ---- | ---- | - | - | - | - | - | - | - |
| 8    | 6    | - | - | - | - | - | - | - |

## Lieux et monuments

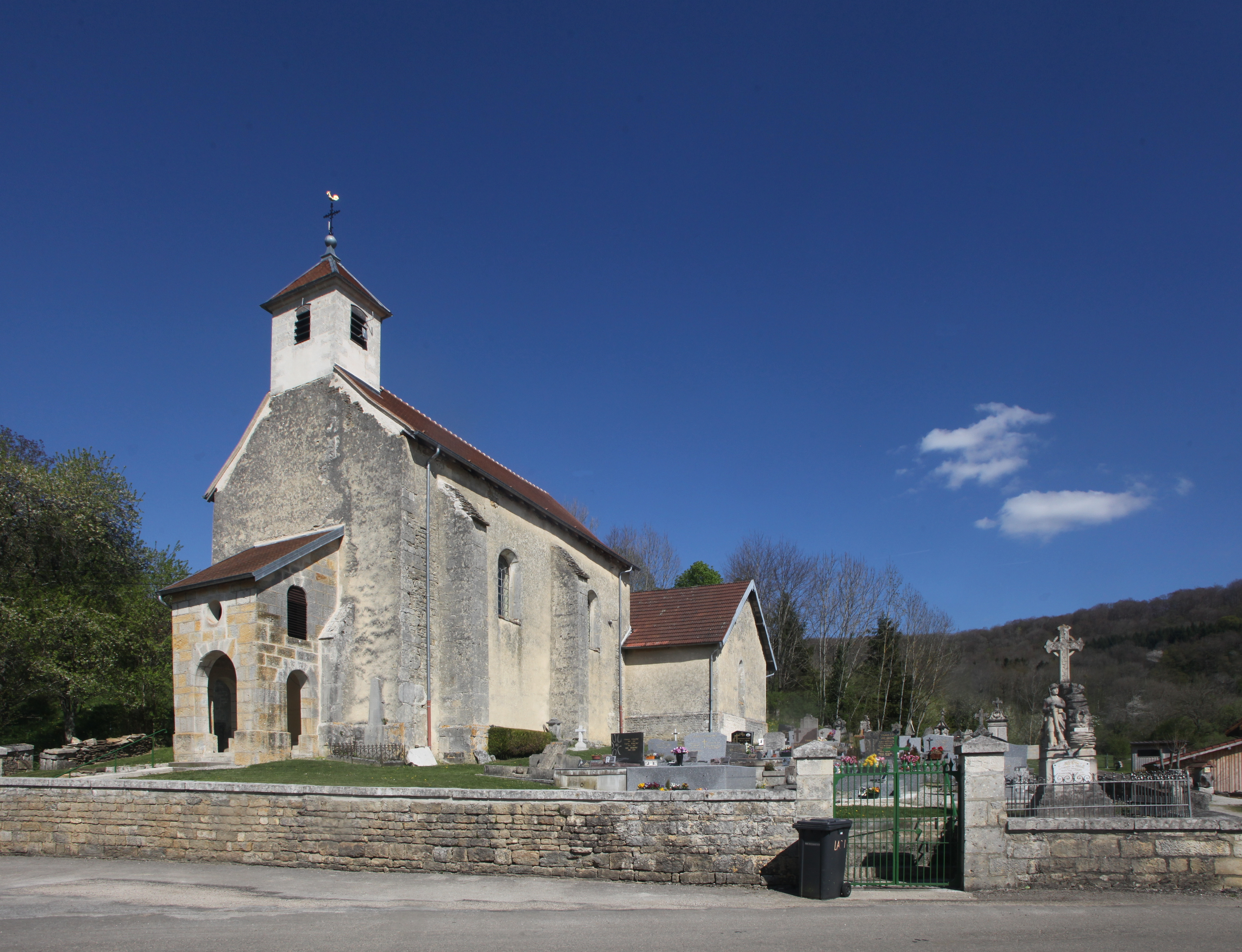
Église et cimetière.
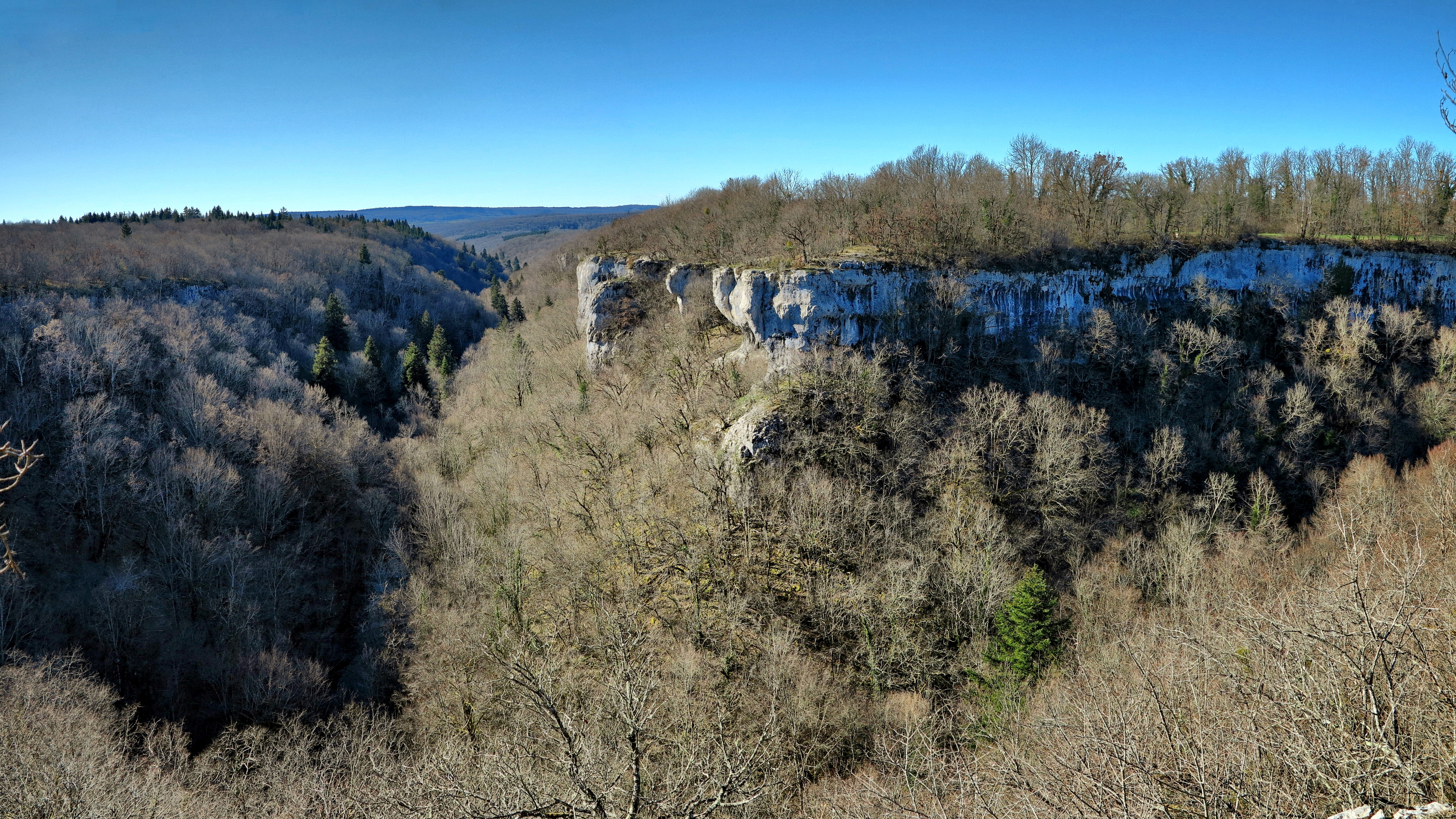
La reculée des champs du Poix.